# بادوو
بادوو هي شبكة تواصل اجتماعي تركز على المواعدة  أسسها رجل الأعمال الروسي أندري أندرييف في عام 2006. يقع مقرها الرئيسي في ليماسول، قبرص ولندن، المملكة المتحدة،  ولها مكاتب في مالطا وروسيا والولايات المتحدة. تعمل في 190 دولة  وهي متوفرة بـ 47 لغة مختلفة، مما يجعلها شبكة المواعدة الأكثر استخدامًا في العالم.

## التاريخ
أسس بادوو رجل الأعمال الروسي أندريه أندرييف وتم إطلاقه في موسكو في نوفمبر 2006. تم تصنيفه منذ ذلك الحين بين مواقع المواعدة الأكثر شعبية. في عام 2016، كان تطبيق المواعدة الأكثر تنزيلًا في 21 دولة. 
في عام 2007، جمع بادوو تمويلًا قدره 30 مليون دولار. في 2009، تمتلك شركة فينام 20٪ من ملكية التطبيق. 
في أبريل 2017، خضع التطبيق لعملية إعادة تصميم، واستخدم اللون الأرجواني ورمز القلب البرتقالي كشعار للتطبيق. 

## المميزات
لدى بادوو العديد من الميزات التي تمكن المستخدمين من مقابلة الناس. عند التسجيل لأول مرة، يختار الأفراد ما إذا كانوا يريدون مقابلة أشخاص جدد للمواعدة أو الدردشة أو تكوين صداقات جديدة. يمكن للمستخدمين الدردشة،  التطابق مع الآخرين، وتحميل الصور ومقاطع الفيديو، وكذلك مشاركة اهتماماتهم ورؤية أي أصدقاء مشتركين.
الميزات الرئيسية تشمل:
- الأشخاص القريبون: يمكن للمستخدمين رؤية الأشخاص الذين يعيشون في منطقتهم والاتصال بهم.[11]
- البحث: يمكن للمستخدمين أيضًا معرفة من هو موجود على التطبيق في مدينة مختلفة أو في جزء آخر من العالم.
- المواجهات: ميزة مجانية أخرى، حيث يقوم المستخدمون بالتمرير لليمين (نعم) أو اليسار (لا) على ملفات تعريف المستخدمين الآخرين. إذا كان هناك تطابق يتم إخطار اثنين من المستخدمين.[12]
- محادثة الفيديو: في أغسطس 2017، أطلقت بامبل وظيفة الدردشة المرئية التي تتيح للمستخدمين الاتصال في الوقت الفعلي، بمجرد تبادل الرسائل.[13]

طور بادوو العديد من ميزات الأمان لضمان أن المستخدمين حقيقيون وموثوقون. تتضمن هذه الميزات زر «طلب صورة شخصية»،  والذي يمكن للمرأة من خلاله أن تطلب من الرجل الذي تتحدث عنه إرسال «صورة شخصية» لإثبات أنه نفس الشخص الموجود في الصور.
طورت الشركة أيضًا عملية التحقق من الصور، حيث يقوم المستخدمون بتحميل صورة لأنفسهم يقومون فيها بمحاكاة وضع معين. ثم يتم التحقق من هذه الصورة في دقيقة واحدة من قبل واحد من 5000 مشرف على بادوو.

## انتقادات
في دراسة تمت مراجعتها من قبل الزملاء في جامعة كامبريدج في عام 2009،  حصل التطبيق على أدنى درجة للخصوصية من بين 45 موقعًا للتواصل الاجتماعي تم فحصها. في نفس التقرير، تم منحه «درجة مثالية» لإمكانية الوصول التي تم التحقق منها على الأجهزة المحمولة.
ذكرت صحيفة إيلتالهتي الفنلندية أنه تم إنشاء العديد من ملفات تعريف بادوو دون موافقة الناس، وأن الناس أبلغوا الشرطة عن تصرفات بادوو.
وفقًا لتقرير الشفافية الخاص بشركة جوجل بشأن طلبات إزالة البحث الناشئة عن حكم «حق المرء أن ينسى»، فقد احتل بادوو المرتبة الثامنة في عدد عناوين URL التي تمت إزالتها من بحث جوجل، مع حصول فيس بوك ويوتيوب وتويترعلى عدد هذه الطلبات.